# Битва біля Ватербергу
Битва біля Ватербергу — битва між німецькими експедиційними військами в Німецькій Південно-Західній Африці і ополченням народності гереро, що відбулася 11 серпня 1904 року. Стала найбільшою й вирішальною битвою під час придушення повстання гереро. Бій закінчився поразкою африканців і фактично завершив їх організований опір.

## Передісторія
У грудні 1884 року Німеччина оголосила Південно-Західну Африку своєю колонією і розпочала її активно освоювати, зазвичай, попри інтереси тубільного населення — народностей гереро, нама та ін. Африканське населення зганяли з земель, дискримінували.
Невдоволення гереро зрештою вилилося в повстання, що почалося в січні 1904 року. Племінні загони гереро напали на декілька німецьких поселень, убивши понад 120 осіб, включаючи жінок і дітей. Вони зайняли кілька важливих пунктів, блокувавши Віндгук.
Вождем гереро з 1890 року був Самюель Магареро (1858–1923), німецький ставленик. Спершу він проводив курс на співпрацю з колоніальною владою. Користуючись чималим авторитетом серед свого народу, він робив заходи з консолідації розрізнених племен гереро в єдину спільноту. Обмеження німцями прав корінного населення поступово заставило Магареро змінити свою політику — зрештою саме він став на чолі повстання.

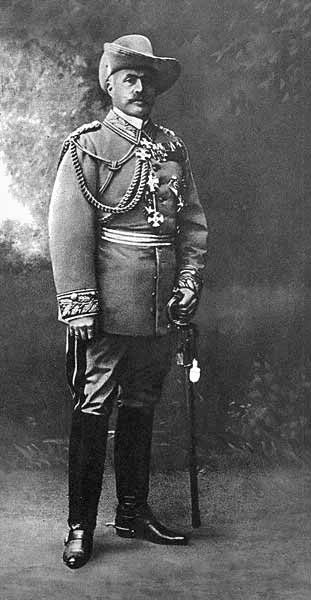
Л. фон Трота (1848–1920)

Губернатор колонії Теодор Лейтвайн на першому етапі кампанії сам очолив каральні сили. Свої нечисленні війська він розділив на три групи — східну, західну і головну. Східна група в березні-квітні 1904 року зазнавала серйозних втрат в постійних сутичках, а також вкрай сильно постраждала від хвороб, насамперед тифу, так що в ній залишилося лише близько третини початкового складу. Західній групі довелося об'єднатися з центральною. 9 квітня гереро атакували її при Онганьїре, а 13-го — при Овіумбо. Обидва бої склалися невдало для німецького загону і Лейтвейн був змушений відступити, хоча його політика дозволила домовитися з частиною повстанців і змусити одне з племен гереро скласти зброю.

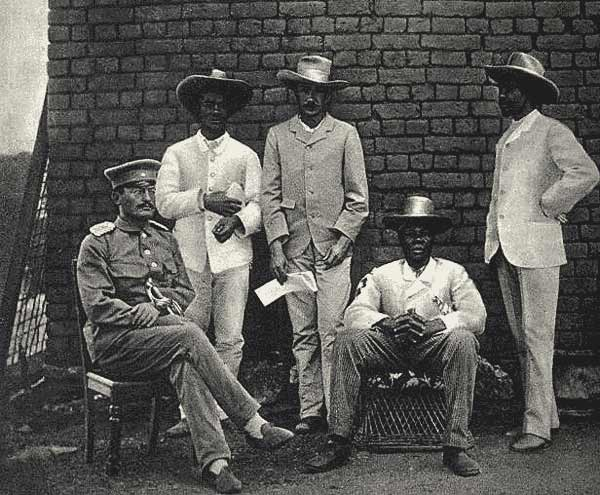
Теодор Лейтвайн (сидить зліва) разом з представниками керівництва тубільних племен колонії, 1895)

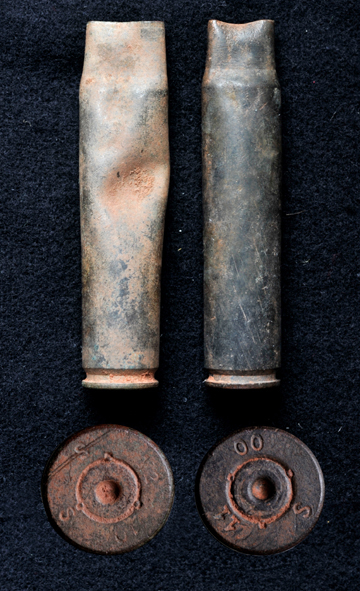
Гільзи, знайдені в жовтні 2012 року на полі бою.

Нездатність колонії придушити повстання своїми силами змусила Берлін серйозно задуматися над ситуацією в Південно-Західній Африці. Було вирішено розділити посади командувача військами та губернатора — Лейтвейн залишився на своєму посту, але від командування був відсторонений, а керувати військами направили генерал-лейтенанта Адріана Дітріха Лотар фон Трота. Експедиція, за деякими даними, була профінансована «Дойче-Банком» і споряджена фірмою «Вурманн».
Фон Трота, виходець зі знатного прусського роду, що дав Німеччині декількох видних військових діячів, був на той час уже заслуженим і досвідченим офіцером. Учасник Австро-прусської і Франко-пруської воєн, він мав і великий досвід колоніальних кампаній — очолював каральні сили при придушенні повстання в Німецькій Східній Африці і командував бригадою, яка входила до складу міжнародних сил, що придушували в Китаї Іхетуаньське повстання. У колоніях він зарекомендував себе як енергійний, рішучий і безжалісний воєначальник. Сучасники вважали, що призначення фон Трота в Південно-Західну Африку було правильним вибором. Новий німецький командувач прибув до колонії 11 червня 1904 року разом з військами — понад 2 тис. осіб, 2,5 тис. коней і великий вантаж необхідного спорядження. У середині липня фон Трота почав висування в бік земель, зайнятих гереро.

## Сили сторін
Під командуванням фон Трота перебувало трохи більше півтори тисячі бійців з Німеччини — 6 кавалерійських батальйонів, 3 кулеметних роти і 8 артилерійських батарей. Колоніальні війська в битві безпосередньо не брали участь, хоча з основною колоною було до 500 осіб допоміжного тубільного складу. При відносно невеликій чисельності каральні сили були добре оснащені. Вони мали 1625 гвинтівок, 30 артилерійських гармат і 14 кулеметів. Обслуга деяких гармат і кулеметів була укомплектовані моряками. Німецький корпус був повною мірою забезпечений боєприпасами.
Гереро виставили кількісно переважаючі сили, за різними даними від 3 до 6 тис. бійців. Оскільки багатьох воїнів у поході супроводжували сім'ї, то загальна кількість гереро в районі битви могла становити 25-50 тис. осіб. Втім, ці великі сили дуже поступалися корпусу фон Трота в якісному відношенні. Про артилерію або кулемети не було й мови, хоча стрілецьке озброєння гереро було досить сучасним, більшість вояків мали гвинтівки. При цьому багато з них були озброєні традиційним холодною зброєю, наприклад палицями кірр. Майже всі воїни були пішими, оскільки кавалерії як роду військ у гереро не було в принципі, хоча існувала кінна розвідка. Попри високий бойовий дух і рішучість боротися, рівень організації й дисципліна племінного ополчення були надто низькими. Давався взнаки й брак боєприпасів. На боці війська Магареро були добре знання місцевості і повний контроль над колодязями та джерелами води, але це не зрівнювало сили.

## Хід битви

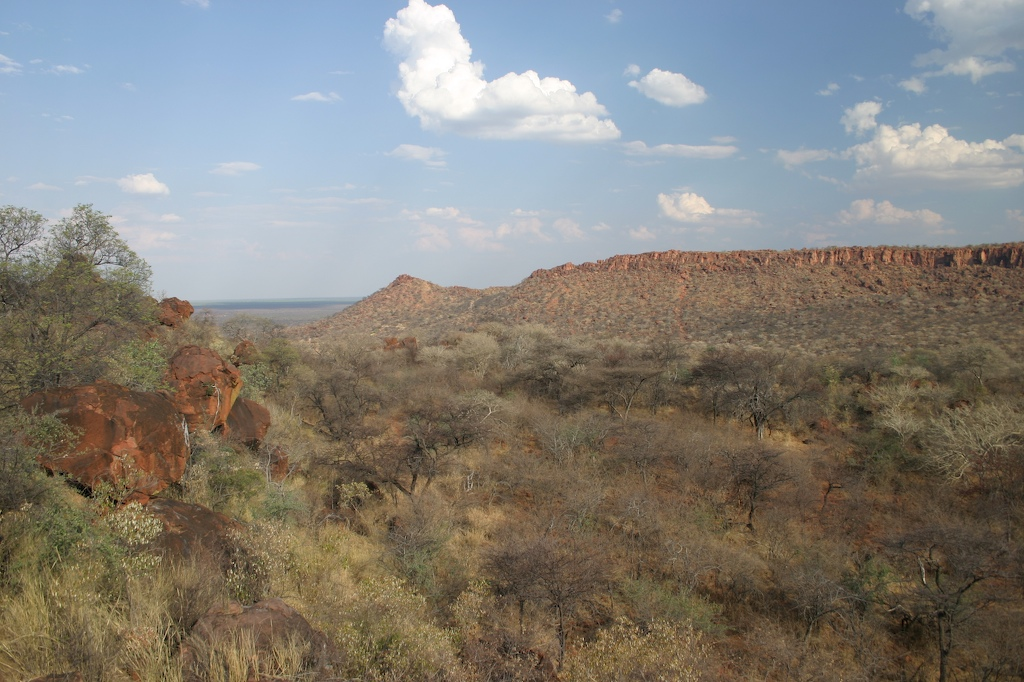
Гірське плато Ватерберг, на схилах якого відбувалася битва

Зустріч з гереро сталася на сильно пересіченій місцевості на кордоні пустелі Омагеке на південний схід від містечка Очиваронго. Німецькі сили були розділені на 4 колони, що дозволило фон Троту почати оточення сил Магареро. Війська супротивників увійшли в зіткнення 4 серпня, але декілька днів обмежувалися сутичками невеликих загонів і маневруванням.
Основна частина битви розгорнулася на схилах гірського масиву Ватерберг. 10 серпня німецький дозор встановив контроль над цією висотою і помістив на ній геліограф, що дозволило швидко повідомляти командуванню про всі пересування гереро. 11 серпня близько 02.45 фон Трота почав вирішальний наступ. Частина його сил зайшла в глибину розташування повстанців і досить несподівано опинилася в складному становищі. Гереро контратакували близько 08.45 і незабаром розгорівся жорстокий бій, деяким німецьким підрозділам довелося битися майже в оточенні. Особливо постраждала 11 рота 3 батальйону 1 полку, яка вела ближній бій, що переходив в штикові сутички; в ній вибули з ладу всі офіцери.
Ближче до 10 години німці розгорнули артилерію й почали планомірний обстріл сил гереро. У відповідь на це Магареро наказав насамперед атакувати батареї противника, що призвело до запеклих сутичок майже біля самих гармат. Німці кинули в бій буквально всі свої сили до останнього солдата, що дозволило їм відстояти артилерію, хоча становище часом було для них критичним. Більш того, головна колона фон Трота до 15-ї години опинилася в повному оточенні.
Однак якісна перевага німецьких солдатів і вогонь їх артилерії поступово вимотали гереро і ті послабили натиск. Після 16 годин німці захопили два важливих джерела води і на цьому новому рубежі відбили потужну атаку гереро. Магареро організував нову атаку на головну колону, але німці вже міцно заволоділи ініціативою і гереро відступили. Була відбита також атака гереро на німецький обоз. Спроби Магареро перегрупувати свої сили були перервані німецьким артилерійським вогнем.
До вечора 11 серпня поле бою залишилося за німцями, які розташувалися на місці битви табором і готувалися до продовження бою на наступний день. Однак гереро відступили. Фон Трота залишив їм шлях для відступу у безводні пустельні райони, куди Магареро був змушений відступити.

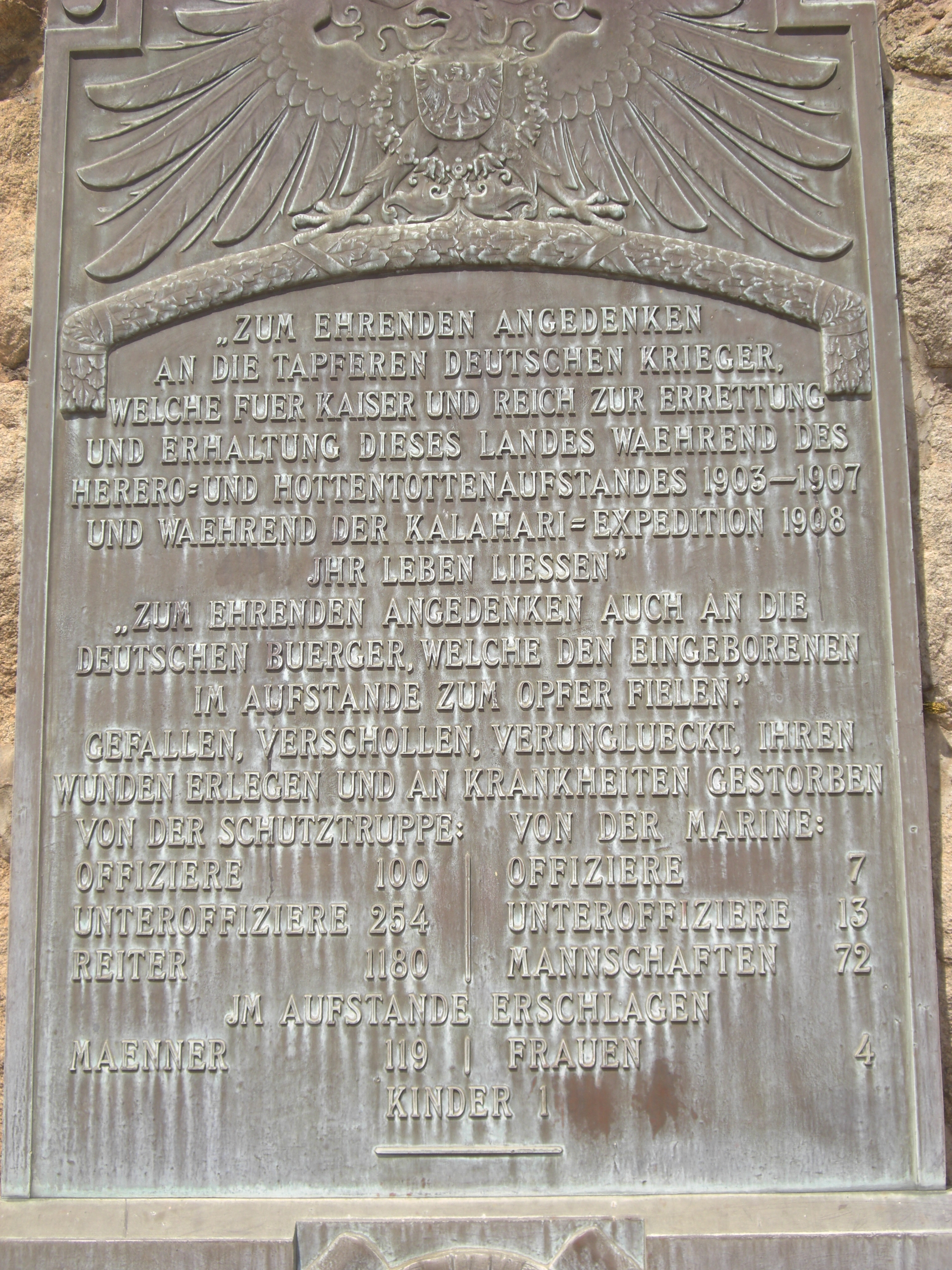
Напис на пам'ятнику німцям, які загинули під час повстань тубільних народів Південно-Західної Африки в 1903–1908 роках, з перерахуванням втрат: 1626 військових і 124 цивільних особи (Віндгук).

Німецькі втрати за 11 серпня склали 26 убитими (в тому числі 5 офіцерів) і 60 пораненими (7 офіцерів). Кількість загиблих 10 серпня, а також протягом наступних декількох днів після битви, залишилася невідомою. Втрати гереро залишилися невідомими, але вони були явно більшими, ніж у супротивника. При цьому, як показали подальші події, відступ до пустелі виявився для них набагато згубнішим, ніж сама битва.

## Підсумки й наслідки
Гереро зазнали важкої поразки. Попри те, що втрати під час самої битви були у них не дуже великі, ополчення гереро було дезорганізовано й втратило здатність до скоординованого опору. Показово, що Магареро після бою зумів зібрати навколо себе тільки 1000 вояків.
Німецькі каральні частини почали «зачистку» територій, населених гереро. Німецьке командування на чолі з фон Трота розвернуло кампанію щодо повного вигнання гереро з їх земель. 2 жовтня фон Трота видав сумнозвісний «указ про ліквідацію», в якому проголошував:
|  | Всі гереро повинні залишити цю землю... Будь-який гереро, виявлений в межах німецьких володінь, будь він озброєний або беззбройний, з худобою або без неї, буде розстріляний. Я не буду приймати більше ні дітей, ні жінок... |

Магареро разом із приблизно 1000 вояками, зумів перетнути пустелю Калахарі, сховавшись в британських володіннях.
Тих гереро, які залишилися в межах німецької колонії, відправили в концентраційний табір, змусивши працювати на німецьких підприємців. Багато хто загинув від непосильної праці та виснаження. Під час цієї війни народність гереро була майже повністю винищена і становить сьогодні в Намібії лише невелику частку населення.